# Фриц Келер
Фредерик „Фриц“ Келер (рођен Фридрих Келер, 21. август 1913. — 8. јун 1985) био је професионални француски фудбалер немачког порекла који је играо као нападач у француској лиги за Стразбур и репрезентацију Француске.

## Клупска каријера
Рођен у Стразбуру, Фриц Келер је био други, а вероватно најталентованији од тројице браће Келер (Алберт, Фриц, Курт) који су сви играли као професионалци за Стразбур током 1930-их. Био је кључни члан тима из Стразбура који је завршио на другом месту у сезони 1934–35 и стигао до финала купа 1937.
Када је Алзас припојен Трећем рајху, Фриц Келер је изабрао да игра за немачки Стразбур који је био припојен ССу уместо да настави са ерзацом Стразбура, Разенспорт клуб Стразбур. Према неким од његових бивших саиграча, ово је био више опортунистички потез него прави идеолошки гест, јер је СС нудио значајне награде за изградњу најбољег тима у Алзасу.

## Репрезентативна каријера
Келер је одиграо своју прву утакмицу за Француску 10. маја 1934. против Холандије и учествовао је на Светском првенству 1934. одигравши једну утакмицу против аустријског Вундертима. Био је први играч Стразбура који је играо за репрезентацију. Његов млађи брат Курт Келер је такође имао једну утакмицу за Француску 1937. године, али је тада Фрицова репрезентативна каријера већ завршена.